# 马恩河畔克卢瓦
马恩河畔克卢瓦（法語：Cloyes-sur-Marne，法語發音：[klwa syʁ maʁn]）是法国马恩省的一个市镇，属于维特里勒弗朗索瓦区。

## 地理
马恩河畔克卢瓦（48°39'47"N, 4°38'16"E）面积6.29 平方千米，位于法国大東部大區马恩省，该省份为法国东北部内陆省份，北起阿登省，西北接埃纳省，西南接塞纳-马恩省，南至奥布省，东南接上马恩省，东临默兹省。
与马恩河畔克卢瓦接壤的市镇（或旧市镇、城区）包括：阿济利耶尔-讷维尔、马蒂尼库尔-贡库尔、蒙塞拉拜、诺鲁瓦。

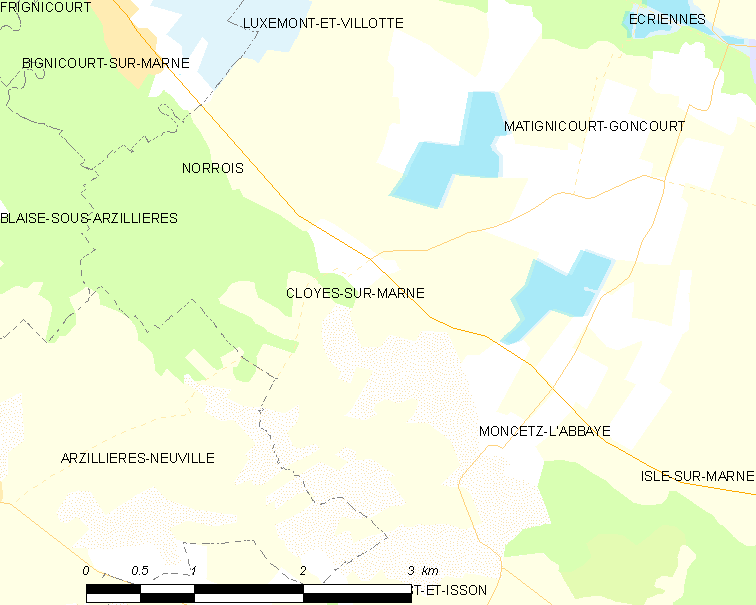
马恩河畔克卢瓦的OSM定位图

马恩河畔克卢瓦的时区为UTC+01:00、UTC+02:00（夏令时）。

## 行政
马恩河畔克卢瓦的邮政编码为51300，INSEE市镇编码为51156。

## 政治
马恩河畔克卢瓦所属的省级选区为塞迈兹莱班县。

## 人口

1962-2008年间马恩河畔克卢瓦人口变化图示

马恩河畔克卢瓦于2022年1月1日时的人口数量为124人。